# Schretstaken
Schretstaken település Németországban, Schleswig-Holstein tartományban. Lakosainak száma 489 fő (2023. december 31.). Schretstaken Köthel (Lauenburg) és Borstorf községekkel határos.

## Népesség
A település népességének változása:
| Lakosok száma | 392  | 515  | 507  | 498  | 489  | 489  |
|               | 1975 | 2017 | 2019 | 2021 | 2022 | 2023 |